# Rupar
Rupar fou un estat tributari protegit al Panjab, annexionat el 1846 al districte d'Ambala. La capital era Rupar avui Rupnagar.
Rupar fou coneguda originalment com a Rupnagar (nom que ha recuperat modernament) pel seu fundador Raja Rup Chand. El 1763 fou ocupada pel cap sikh Hari Singh que es va apoderar d'un ampli territori al sud del Sutlej fins a les muntanyes de l'Himàlaia. El 1792 va dividir els seus dominis entre els seus dos fills Charrat Singh i Dewa Singh, i el primer va obtenir Rupar. L'estat fou confiscat el 1846 a causa de la part del sobirà en la primera Guerra Sikh de 1845-1846. Lord William Bentinck i Ranjit Singh es van entrevistar a Rupar el 1831.